# Alcides de María
Alcides de María Navarrete (Montevideo, 1839 - 21 de mayo de 1908) fue un escritor y poeta de literatura gauchesca uruguayo. En el Barrio Nuevo Paris de Montevideo, una calle lleva su nombre. Va desde Maria Orticochea, pasa Av Islas Canarias, hasta calle Medina.

## Biografía
Hijo del historiador Isidoro de María y de Sinforosa Navarrete Artigas tuvo varios hermanos entre los que se cuentan el escritor y político Pablo de María. Su hijo fue el escritor Enrique de María.
Comenzó publicando sus textos en distintos diarios y revistas. Junto a Orosmán Moratorio fundó la revista criolla El Fogón cuyo primer número apareció en septiembre de 1895 y utilizó el seudónimo "Calisto el ñato". Esta publicación se convirtió en la más popular del género gauchesco en el Río de la Plata y en ella colaboraron escritores como Elías Regules, el «Viejo Pancho», Antonio Lussich, Martiniano Leguizamón, Javier de Viana, Juan Escayola y Domingo Lombardi entre muchos otros.
Sus décimas fueron muy populares en la campaña y fueron interpretadas por numerosos cantores de Argentina y Uruguay. Entre ellos, el más destacado fue Carlos Gardel, quien grabó ¡Qué suerte la del inglés! y Amor criollo, popularizada como El Pangaré.

## Obras
- Apólogos y cantos patrióticos (1894)
- Poesías criollas (1899)
- Homenaje al General Artigas en el Primer Centenario de la Batalla de Las Piedras (1911)